# Campeonato Brasiliense de Voleibol
O Campeonato Metropolitano de Voleibol é organizado pela Federação Brasiliense de Voleibol tendo as seguintes categorias : Sub-13, Sub-15 , Sub-17 , Sub-19 , Sub-21 e Adulto.